# 그들은 밤에 산다
그들은 밤에 산다(They Live By Night)는 미국에서 제작된 니콜라스 레이 감독의 1949년 범죄, 느와르, 멜로/로맨스 영화이다. 캐시 오도넬 등이 주연으로 출연하였고 존 하우스먼 등이 제작에 참여하였다.

## 출연

### 주연
- 캐시 오도넬
- 팔리 그레인저

### 조연
- 하워드 다 실바
- 제이 C. 플리펜
- 헬렌 크레이그
- 윌 라이트
- 윌리엄 핍스
- 이안 울프
- 해리 하비
- 마리 브라이언트
- 윌 리
- 제임스 놀런
- 찰스 메러디스
- 테디 인퍼
- 바이론 폴거
- 가이 비치
- 제인 앨런
- 루이스 찰스
- 커트 콘웨이
- 보이드 데이비스
- 제임스 돕슨
- 랠프 던
- 프랑크 퍼거슨
- 댄 포스터
- 프레드 그레이엄
- 율라 가이
- J. 루이스 존슨
- 체스터 존스
- 톰 케네디
- 케이트 드레인 로슨
- 프랭크 마로
- 마이라 마쉬
- 카멘 모라레스
- 지미 모스
- 스탠리 프레거
- 얼스킨 샌포드
- 믹키 심슨
- 러스 화이트만
- 린 휘트니
- 더글러스 윌리엄스

## 제작진
- 세트: 다렐 실베라
- 의상: 아델 밸컨
- 분장부문: 고든 보